# Corral del Coliseo

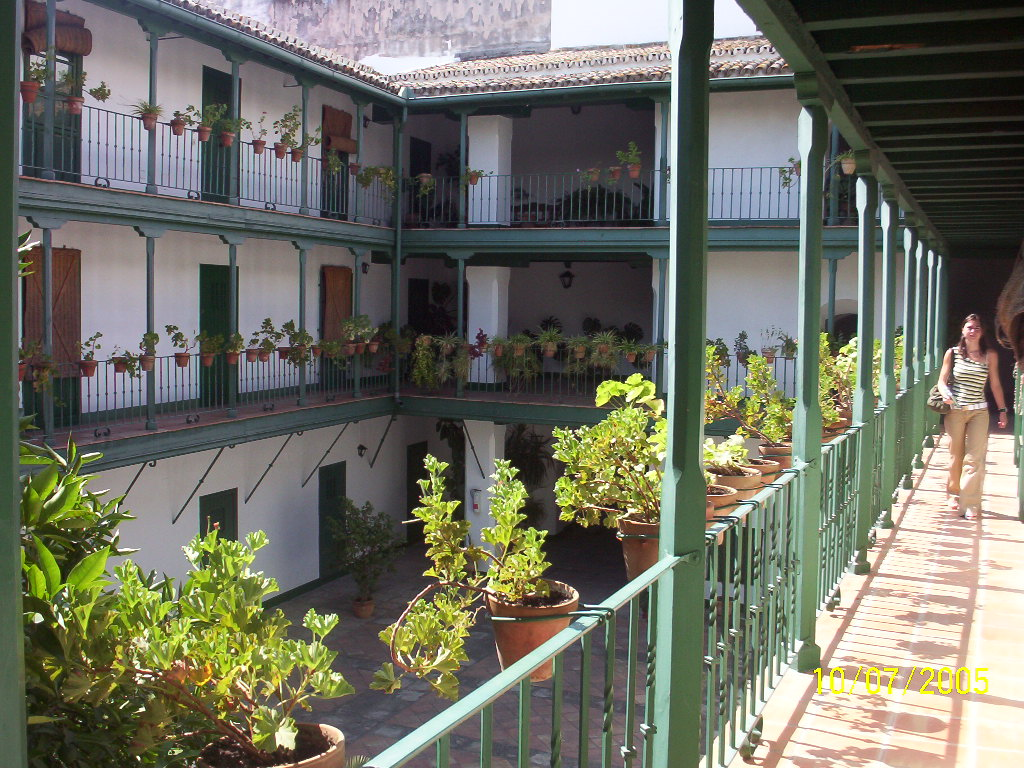
Corral del Coliseo, situado en el número 9 de la calle Alcázares de Sevilla, reconvertido en edificio de viviendas (apartamentos).

El Corral del Coliseo es un antiguo corral de comedias del siglo XVII sevillano, cercano a la plaza de la Encarnación y a las Setas de Sevilla, que posteriormente fue convertido en corral de vecinos y actualmente está rehabilitado como edificio de viviendas.
Se ha documentado que en marzo de 1612, "Claramonte" dirige el Corral del Coliseo en Sevilla, y se compromete a facilitar a la Compañía ocho comedias viejas o ya estrenadas por cuatrocientos reales, y las nuevas o nunca vistas, a razón de 250 reales. Se sabe además, que en 1620, Ortiz y los Valencianos representaron la obra de "Claramonte" El Gran Rey de los Desiertos en el Corral del Coliseo. En este mismo año el Corral del Coliseo sufrió un devastador incendio.
Un pleito en 1619 entre el dueño del Corral del Coliseo y unos autores de comedias sirve también de guía para entender la sociedad de la época. La querella era interpuesta por Francisco de Rivera, arrendador del Corral del Coliseo, en 5 de junio de 1619, ante Juan Muñoz de Escovar, del Conssejo e Contaduría mayor de quentas de su Magestad, Juez del Desenpeño desta ciudad de Seuilla, contra Juan Acacio y Diego de Vallejo (ambos autores de comedias), porque decidieron representar los autos sacramentales del Corpus en el "Corral de doña Elvira". Con ello, contravenían una resolución anterior, del 25 de mayo, del mismo juez en la que disponía que se representaran en el Corral del Coliseo. Por lo que decía el arrendador del Corral ...porque semejante desacato no se debe dar lugar, a Vuestra merced pido y suplico, mande prender a los dichos autores de comedias, que son Juan Acacio y Diego de Vallejo, y quitar los carteles que están puestos, executándoles por las penas en que an yncurrido y en los daños que a la hacienda desta ciudad por la dicha caussa se le an seguido y siguen, y pido justicia. / Ansí para en prueba de lo susodicho, hago demostración de uno de los carteles que los susodichos an puesto por las esquinas y del auto por Vuestra merced proveydo y notificaciones, y pido justicia.... Sirven estos escritos para revivir la sociedad de la época y entender el teatro del siglo de oro.
También se hace referencia al Corral del Coliseo en un contrato por el que se obligaba a representar 30 funciones a la compañía que regentaban los padres de Bárbara Coronel y en la que ella misma actuaba, antes de ser actriz de renombre en aquella época.